# Beowulf (película de 1999)
Beowulf es una película estadounidense de 1999 dirigido por Graham Baker y protagonizado por Christopher Lambert y Rhona Mitra en los papeles principales. 
Es una adaptación libre del famoso poema épico anglosajón homónimo.

## Sinopsis
En algún lugar del tiempo, las garras del Infierno se extienden ominosas sobre el castillo de Hrothgar y sus habitantes. Un ejército de fanáticos religiosos ha sitiado el lugar para contener el mal, y nadie puede salir de allí con vida. Pero un misterioso guerrero, Beowulf (Christopher Lambert), llega para ofrecer su ayuda al rey Hrothgar (Oliver Cotton). Con cierto recelo, el rey le pide que cace a la sanguinaria criatura que cada noche atormenta a sus hombres: Grendel (Vincent Hammond).

## Banda sonora
En la música original participa el DJ Ben Watkins, más conocido como Juno Reactor. También durante la película se escuchan temas de grupos como Fear Factory, Anthrax, Monster Magnet y KMFDM entre otros. En un principio, la banda sonora fue editada en CD por Cinerama Records, pero seguramente la impopularidad de la película, hizo que la discográfica descatalogara las copias del mercado. Actualmente circulan por internet, versiones no oficiales de la banda sonora

## Comentarios
En palabras de Christofer Lambert, la película se desarrolla en un entorno "tecno-místico-futurista".
La película fue duramente criticada al tratarse de una adaptación poco fiel al poema épico. Se ha comentado que es una mezcla entre Mad Max y Highlander, con un guion débil y con estética de videojuego. Luego se hizo otra versión en 2007.